# Stara turščina
Stara turščina je bila sibirski turški jezik, ki so ga govorili v vzhodnem Turkistanu in Mongoliji. Prvič je bil odkrit na napisih iz Drugega turškega kaganata in pozneje Ujgurskega kaganata in velja za najzgodnejši dokazani skupni turški jezik. Glede na datiranje ohranjenih pisnih virov lahko obdobje stare turščine datiramo od obdobja malo pred letom 720 do mongolskih vpadov v 13. stoletju. Stara turščina se na splošno deli na dve narečji, starejšo orhonsko turščino in poznejšo staroujgurščino. Mnenja jezikoslovcev o karahanidščini, ki je zelo blizu stari ujgurščini, se razlikujejo; nekateri (med njimi Omeljan Pritsak, Sergej Malov, Osman Karataj in Marcel Erdal) jo štejejo za eno izmed narečij vzhodne stare turščine, medtem ko drugi karahanidščino raje vključujejo med srednjeturške jezike. Vzhodna staroturščina in zahodna staroturščina skupaj tvorita staro turščino, čeprav zahodna staroturščina ni potrjena in je večinoma rekonstruirana na podlagi besed iz madžarščine. Vzhodna staroturščina je najstarejši potrjeni član sibirske veje turških jezikov, več njenih danes arhaičnih slovničnih in besednih značilnosti pa je ohranjenih v sodobni rumeni ujgurščini, ujgurščini Lop Nur in kalajščini (ki so vse ogrožene); kalajščina je na primer (presenetljivo) ohranila veliko število arhaičnih staroturških besed, čeprav tvori jezikovni otok znotraj osrednjega Irana in je pod močnim vplivom perzijščine. Stara ujgurščina ni neposredni prednik sodobnega ujgurskega jezika, temveč zahodne jugurščine; prednik sodobne ujgurščine je bila namreč knjižna čagatajščina.
Vzhodna staroturščina je pisana v več pisavah, vključno s staroturško pisavo, staroujgursko abecedo, pisavo brahmi in manihejsko pisavo. Rune orhunske turščine je leta 1893 dešifriral Vilhelm Thomsen.